# Jacob Miller
Jacob Miller ou Jacob Mathias Miller foi um cantor de reggae. Nasceu em Mandeville, interior da Jamaica, no dia 4 de maio de 1952 e morreu no dia 23 de março de 1980, aos 27 anos.

## Carreira
Tendo gravado o seu primeiro disco pela Coxsone Dodd, intitulado "Love Is A Message" (aka ’Let Me Love You’) em 1968, com 16 anos. A música não foi um hit, e Miller teve que esperar alguns anos para retornar aos estúdios. Em 1974 ele gravou alguns singles de Augustus Pablo, incluindo: "Each One Teach One", "Keep On Knocking", "False Rasta", "Who Say Jah No Dread" e "Baby I Love You So". A maioria eram bem populares no circuito do Reino Unido.
Infelizmente, a Island Records colocou impasses nos créditos e Miller ainda estava com seu brilho ofuscado.
As coisas começaram a mudar quando Jacob Miller torna-se um membro da banda Inner Circle. Em 1976, as batidas Roots evidenciaram em hits como "Tenement Yard" e "Tired Fe Lick Weed In A Bush" (ambas creditadas a Jacob Miller).
As batidas do Roots Rock Reggae, combinadas com o explosivo estágio de Miller, fizeram o Inner Circle despontar como banda TOP no final dos anos 70 na Jamaica. Miller era um homem exuberante, possuído por características peculiares diante dos demais cantores de reggae, e no Inner Circle conseguiu fixar hits inabaláveis na história do Reggae, incluindo: "All Night Till Daylight" e "Forward Jah Jah Children". Ele também fez parte, em 1978, de um famoso concerto em Kingston chamado "One Love Peace Concert", onde Bob Marley juntou as mãos com Edward Seaga e Michael Manley, e teve um papel divertindo no maravilhoso longa metragem chamado Rockers, de 1979. Miller morreu em 1980, pouco depois de ter visitado o Brasil ao lado de Bob Marley. Ele tentava dirigir e fumar baseado, ao mesmo tempo, quando o carro que dirigia bateu num poste e o vocalista quebrou o pescoço e caiu na pedra. Depois da morte de Miller, o Inner Circle permaneceu separado até 1986, quando retornou com o vocalista Calton Coffie, atingindo a fase de maior sucesso na carreira.

## Discografia

### Inner Circle
- 1976 - Reggae thing
- 1977 - Ready for the world
- 1978 - Killer Dub
- 1978 - Heavywheigt Dub
- 1979 - Everything is great
- 1980 - New Age Music

### Solo

#### Carreira
- 1976 - Tenement Yard
- 1977 - Jacob Killer Miller
- 1978 - Wanted
- 1978 - Ital Christmas (aka Natty Christmas)
- 1978 - Bald Head Justice (Versão dub do Wanted)
- 1979 - Mix Up Moods
- 1980 - Lives On
- 1983 - Unifinished Symphony
- 1992 - Who say Jah no dread (Reunião de singles gravados entre os anos de 1974 e 1975)

#### Coletâneas
- Chapter a Day
- Killer Rides Again
- Reggae Greats
- Meets the Fatman Riddim Section
- Jacob Miller / Inner Circle / Augustus Pablo